# Edgiva de Wessex
Edgiva de Wessex  (em inglês antigo: Ēadgifu; c. 902/05 — após 26 de setembro de 951)  foi rainha consorte da Frância Ocidental como a segunda esposa de Carlos III de França.

## Família
Ela foi a filha do rei de Wessex, Eduardo, o Velho, e de sua segunda esposa, Elfleda de Wessex.
Edgiva era uma das três filhas do rei Eduardo. Sua irmã Edite, rainha da Germânia, foi casada com Otão I do Sacro Império Romano-Germânico, e Edilda de Wessex foi casada com Hugo, o Grande, duque dos Francos e conde de Paris.

## Biografia
A princesa se casou com Carlos III de França, rei dos Francos, no ano de 919, após a morte de sua primeira esposa, Frederuna. Através desse casamento foi a mãe de Luís IV de França.
Em 922, Carlos III foi deposto e em 923 aprisionado por Herberto II de Vermandois no castelo de Péronne, onde morreu em 7 de outubro de 929. Em 923, Edgiva fugiu com seu filho para a corte de seu meio irmão Etelstano de Inglaterra. Por caso disso ele se tornou conhecido como Luís de Outremer. Os dois permaneceram na Inglaterra até o herdeiro ser chamado de volta para a França em 936 para ser coroado rei.
Na França, a rainha passou a viver em um convento em Laon. Em 951, ela se casou pela segunda vez com Heriberto III de Omois.
Foi enterrada na Abadia de São Medardo, em Soissons, na França.